# 羅斯維爾 (印地安納州)
羅斯維爾（英語：Rossville）是一個位於美國印地安納州克林頓縣的城鎮。

## 地理
羅斯維爾的座標為40°25′09″N 86°35′47″W / 40.41917°N 86.59639°W，而該地的平均海拔高度為221米（即725英尺）。

## 人口
根據2010年美國人口普查的數據，羅斯維爾的面積為1.36平方千米，當中陸地面積為1.36平方千米，而水域面積為0.00平方千米。當地共有人口1653人，而人口密度為每平方千米1,215人。